# 나가라케르타가마

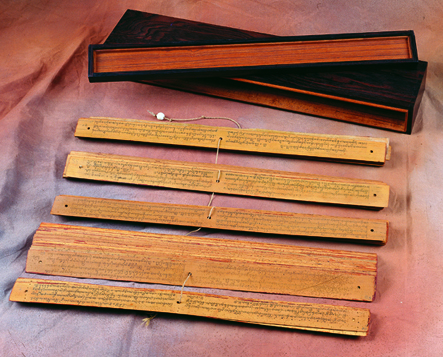

나가라케르타가마(Nagarakertagama) 혹은 나가라크레타가마(Nagarakretagama), 나가라크르타가마(Nagarakrtagama)는 마자파힛 제국(Majapahit Empire)의 자와(Java) 왕 하얌 우룩(Hayam Wuruk)의 송덕문이다. 1365년 프라판카(Mpu Prapanca)에 의해 기록되었다. 나가라케르타가마는 오랜 기간에 걸쳐 마자파힛 제국의 세세한 기록을 담고 있다. 이 시는 절, 궁전, 여러 의식적 관찰을 기술함으로써 마자파힛 제국의 힌두-불교의 중요성을 단언한다.

## 참고 자료
- Cœdès, George (1968). 《The Indianized states of Southeast Asia》. University of Hawaii Press. ISBN 978-0824803681.
- Malkiel-Jirmounsky, Myron (1939). “The Study of The Artistic Antiquities of Dutch India”. 《Harvard Journal of Asiatic Studies》 (Harvard-Yenching Institute) 4 (1): 59–68. doi:10.2307/2717905. JSTOR 2717905.

## 같이 보기
- 마자파힛 제국